# 龙望
龙望是马来西亚柔佛州哥打丁宜县的一座市鎮，泛指龙望路（Jalan Lombong）兩旁的區域，毗鄰哥打丁宜市。當地因有一座礦坑及瀑布而聞名。